# Tæt på sandheden
Tæt på sandheden med Jonatan Spang eller blot Tæt på sandheden er et satireprogram med komikeren Jonatan Spang, der gennemgår aktuelle nyheder.
Programmet blev sendt første gang i september 2017 og ti uger frem. Der blev herefter en nytårsspecial. Anden sæson havde premiere i februar 2018, og bestod af endnu 10 episoder samt en nytårsspecial. Tredje sæson blev sendt fra september 2019 og 10 uger frem, samt en nytårsspecial. Fjerde sæson havde premiere i februar 2020, men blev herefter stoppet igen efter sammenlagt fem episoder, som følge af coronaviruspandemien. Femte sæson begyndte i september 2020, sjette sæson i februar 2021, syvende sæson i september 2021 og ottende sæson i marts 2022.
Hvert program medvirker en komiker eller skuespiller som "rapporter" i et indslag kaldet På Pletten med.... Hver episode afsluttes med uddelingen af Den Omvendte Cavling, som er en parodi på Cavlingprisen og gives til tvivlsom journalistik.
Den 25. april 2024 meddelte Jonatan Spang, at han havde brug for en pause efter 135 programmer. Esben Pretzmann blev indsat som vikar. Spang vendte tilbage som vært i sæson 13, startende 25. januar 2025.

## Episoder

### Sæson 1
| Nr            | Sendt første gang  | Gæsterapporter        | Øvrige medvirkende                                                                                   | Cavlingmodtager |
| 1             | 17. september 2017 | Hadi Ka-koush         | | "Borgmesters fede fidus: Fejrede privat bryllup med 300 gæster på rådhuset", Per Mathiessen, Ekstra Bladet                                                                          |
| 2             | 24 Sep. 2017       | Linda P               | | "Den lille pige fra Narnia er blevet voksen", WEBSTUD, Metroxpress |
| 3             | 1. okt. 2017       | Jan Gintberg          | | "Føtex i kæmpe kage-bommert: Så kom medarbejder med en genial idé - nu bliver hun hyldet af alle", Jeppe Pedersen B.T.                                                              |
| 4             | 8. okt. 2017       | Preben Kristensen     | | "Ansat afslører: Derfor skal du altid bede om en kvittering på McDonald's", Kim Kastrup Ekstra Bladet                                                                               |
| 5             | 15. okt. 2017      | Ditte Hansen          | Lars Brygmann (i parodi på Historien om Danmark kaldet "Corydon - Det hemmelige våben") Simon Talbot | "Folk kan ikke tro deres egne øjne: Hun deler revolutionerende måde at hælde vandet fra pasta på", Lars Dinesen Metroxpress                                                         |
| 6             | 22. okt. 2017      | Niels Hausgaard       | Huxi Bach Meike Bahnsen                                                                              | "Danskerne har talt: Vi hader folk med disse navne", David Andersen B.T. |
| 7             | 29. okt. 2017      | Hella Joof            | Lars Brygmann (i parodi på Historien om Danmark kaldet "Affæren om Danmarks Radio")                  | "TV: Sådan reagerer bodegagæster på dyr luksusfadøl", Jonas Sahl & Philip Davali Ekstra Bladet                                                                                      |
| 8             | 5 Nov. 2017        | Christian Fuhlendorff | Kaya Brüel Alexander Behrang Keshtkar                                                                | "Det har du aldrig lagt mærke til før: Dansk ø ligner en dinosaurus", David Andersen B.T.                                                                                           |
| 9             | 12 Nov. 2017       | Rasmus Botoft         | | "75-årige Torsten tog bid af en croissant: Nu må han ikke sætte sine ben i Aldi", Mathilde Kohl Ekstra Bladet                                                                       |
| 10            | 19 Nov. 2017       | Anders Breinholt      | | "Købte overraskelse til kæresten på populær hjemmeside: Kiggede en ekstra gang da han fik pakken" Arkiveret 1. december 2017 hos Wayback Machine, Josephine Fogsgaard Ekstra Bladet |
| Nytårsspecial | 28 Dec. 2017       | Simon Talbot          | Oliver Bjerrehuus Tobias Dybvad Stephania Potalivo                                                   | "Cecillie havde glædet sig til at se Volbeat i Parken: Da hun gik på toilettet var aftenen ødelagt", Kristian Dam Nygaard B.T.                                                      |

### Sæson 2
| Nr            | Sendt første gang | Gæsterapporter                                                                   | Øvrige medvirkende                                     | Cavlingmodtager |
| 1             | 25 Feb. 2018      | Bodil Jørgensen ("Anita fra Bogense)                                             | Lisa Carlehed (i parodi på Broen)                      | "Babsologi: Så vigtige er brystvorter", Tomas Roar Ekstra Bladet |
| 2             | 4 Mar. 2018       | Lars Hjortshøj ("Johnny fra Danske Bank")                                        | Camilla Lau MØ                                         | "Toblerone med RÆDSOM nyhed til danskerne", David Andersen Metroxpress |
| 3             | 11 Mar. 2018      | Mick Øgendahl ("Hans")                                                           | Lisa Carlehed (i parodi på Broen)                      | "Bornholmsk giraf delt igen og igen: - Folk må tænke sig om", Astrid Mortensen og "Hue-ra - vi holder varmen", Nikolaj Høier, Ekstra Bladet |
| 4             | 18 Mar. 2018      | Søs Egelind ("Doris")                                                            | Amanda Collin Anders Juul Christian Tafdrup            | "The Kim Wall Murder Trial Starts in Denmark", Anne Mette Lundtofte The New Yorker |
| 5             | 25 Mar. 2018      | Hadi Ka-Koush (SoMe-eksperten Noah)                                              | Lisa Carlehed (i parodi på Broen)                      | "Gigantisk æg fra en høne: Folk var lamslåede da de så hvad der var i ægget", Kim Kastrup Ekstra Bladet |
| 6             | 8 Apr. 2018       | Frank Hvam ("Hjalmer Johanson")                                                  | Meike Bahnsen Rikke Bilde Jesper Juhl Pernille Vermund | "Håbløs Medina trækker stikket", "Medina skraber bunden", "Medina: Hamrende usexet", "Medina uden 'lårfede luder-stråler'", "Slidt Medina: Fucking tarvelig" "Medina: Kun om mig", "Medina: Knap så æggende", "Lana Del Rey: Fæl narrefisse", "Sanne Salomonsen: Ringvrag" "Choknyhed: Fiasko for dansk popstjerne", Thomas Treo, Ekstra Bladet |
| 7             | 15 Apr. 2018      | Magnus Millang ("Johannes Von Kirkhart")                                         | Özlem Cekic Niarn                                      | "Søren Pinds shampoo-mareridt: Nu er sagen på vej i Folketinget", Thomas Harder, Ekstra Bladet |
| 8             | 22 Apr. 2018      | Lasse Rimmer ("Søren Per Mathiesen")                                             | Pernille Skipper Kristian Jensen                       | "Pas på traileren: Havefliser vejer mere, end du tror", Jens Overgaard Ekstra Bladet |
| 9             | 29 Apr. 2018      | Frederik Cilius Jørgensen ("Kirsten Birgit Schiøtz Kretz Hørsholm") Rasmus Bruun | Camilla Lau                                            | "Mega-bommert: Fag-bosser mæskede sig i pølser med det hele - bare ikke overenskomst", Peter Jeppesen Ekstra Bladet |
| 10            | 6. maj 2018       | Camilla Bendix Margrethe Vestager                                                | Claes Bang                                             | "Afsløret: Her renser Gorm's Pizza-pige sin sko med bestik", Christian Kloster Ekstra Bladet |
| Nytårsspecial | 13. maj 2018      |                                                                                  | Hilda Heick                                            | (ingen omvendt Cavling) |

### Sæson 3
| Nr            | Sendt første gang | Gæsterapporter                           | Øvrige medvirkende | Cavlingmodtager |
| 1             | 23 Sep. 2018      | Louise Mieritz ("Susanne Markus")        | Søren Rasted Pernille Vermund Cecilie Beck Thomas Skov Gaardsvig Abdel Aziz Mahmoud Niels Krause-Kjær                                                                             | "Danmarks første Vimmersvej: Her bor faktisk en dejlig steg", Torsten Ruus Ekstra Bladet                                                                  |
| 2             | 30 Sep. 2018      | Hadi Ka-Koush                            | Lars Mikkelsen (i parodi på Emil fra Lønneberg) Jesper Christensen (fortæller i parodi på Emil fra Lønneberg)                                                                     | "Australier bestiller morgenmad for 82 kr. - og får lille byg-det-selv-toast", Niels Pedersen B.T.                                                        |
| 3             | 7. okt. 2018      | Thomas Warberg ("John Anker")            | Ghita Nørby | "Kronprins Frederik spiste frokost på restaurant uden overenskomst" Arkiveret 15. november 2019 hos Wayback Machine, Hans Christensen Nordjyske           |
| 4             | 14. okt. 2018     | Tommy Kenter                             | Lars Mikkelsen (i parodi på Emil fra Lønneberg) Jesper Christensen (fortæller i parodi på Emil fra Lønneberg) Naser Khader                                                        | "Ny smagsoplevelse på vej: Her er mayochup", David Andersen B.T.                                                                                          |
| 5             | 21. okt. 2018     | Niels Olsen ("Loke Baumgartner")         | Søren Rasted Pernille Vermund Cecilie Beck Thomas Skov Gaardsvig Abdel Aziz Mahmoud Niels Krause-Kjær Mette Abildgaard                                                            | "Solgte bil før flugt: Viser salgsannonce Britta i spejlbilledet?", Ekstra Bladet Per Mathiessen, Thomas Gösta Svensson og Kristian B. Larsen             |
| 6             | 28. okt. 2018     | Rune Klan ("Torsten Lallekorn")          | Poul Madsen | "Hvor meget kan man egentlig få for 410.000.000.000", DR                                                                                                  |
| 7             | 4 Nov. 2018       |                                          | Sofie Gråbøl ("doktor") | "Shoppemareridt: Nogen nappede en vare fra Idas indkøbsvogn", Thomas Harder Ekstra Bladet                                                                 |
| 8             | 11 Nov. 2018      | Mia Lyhne ("Anita 'Headshot' Jørgensen") | Camilla Bendix Claus Hjort Frederiksen Kristian Halken Henrik Marstal Joachim B. Olsen Josephine Park Sofie Lassen-Kahlke                                                         | "Brasiliens bedste bagdel-konkurrence endte i kaos: Er røven falsk?" Arkiveret 28. november 2018 hos Wayback Machine, Andreas F. R. Wentoft Ekstra Bladet |
| 9             | 18 Nov. 2018      | Anders Lund Madsen                       | Lars Mikkelsen (i parodi på Emil fra Lønneberg) Jesper Christensen (fortæller i parodi på Emil fra Lønneberg) Camilla Bendix Kristian Halken Joachim B. Olsen Sofie Lassen-Kahlke | "Anettes fugl døde i dyrebutik - ansat lod som ingenting og gav hende til en anden", David Andersen B.T.                                                  |
| 10            | 25 Nov. 2018      |                                          | Claus Hjort Frederiksen Kristian Halken Joachim B. Olsen Sofie Lassen-Kahlke Lars Christian Lilleholt Michael Moritzen Martin Buch                                                | "Erotisk kalkmaleri dukket op i Pompeii-ruinerne", Lasse Mikkelsen Ekstra Bladet                                                                          |
| Nytårsspecial | 27 Dec. 2018      | Signe Molde (Vejret med...)              | Ditte Giese Ditte Hansen Sofie Linde Abdel Aziz Mahmoud Flemming Møldrup Søren Rasted Pernille Vermund                                                                            | "Ingen kan få låget af: Ingeborgs pebernødder er 36 år gamle", Turit Skovborg Skive Folkeblad                                                             |

### Sæson 4
| Nr | Sendt første gang | Gæsterapporter                           | Øvrige medvirkende                                               | Cavlingmodtager |
| 1  | 20. feb. 2020     | Jonas Schmidt (Dolph)                    | Julie Rudbæk                                                     | "Føtex erkender 'sluge'-fejl", Thomas Harder Ekstra Bladet                                                                  |
| 2  | 27. feb. 2020     |                                          | Lars Mikkelsen Rikke Bilde Sarah Boberg Sofie Gråbøl ("kaptajn") | "Derfor dypper unge mænd klunkerne i soja", Daily Mail, Videnskab.dk, Ekstra Bladet                                         |
| 3  | 5. mar. 2020      | Jarl Friis-Mikkelsen ("Henrik Johansen") | Troels Schönfeldt, CEO for Seaborg Technologies                  | "Stjal ølkrus på ferien: Afleverer det tilbage efter 55 år", Ditte Lunde, Ekstra Bladet                                     |
| 4  | 27. mar. 2020     |                                          |                                                                  | "Prins Henrik på hospitalet", Nanna Bay Madsen, Ekstra Bladet                                                               |
| 5  | 2. apr. 2020      |                                          | Dennis Knudsen                                                   | "Må man stadig se 'House of Cards'?: Kevin Spacey er kun blevet endnu bedre efter MeToo", Simon Løber Roliggaard, Politiken |

Fjerde og femte afsnit blev optaget uden publikum grundet forsamlingsforbuddet der var udsted under den igangværende Coronaviruspandemi, og episoderne var reduceret til hhv. 12 og 14 minutter.

### Sæson 5
I sæsonen var der ingen gæsterapportere.
| Nr | Sendt første gang          | Øvrige medvirkende                                                                                                 | Cavlingmodtager                                                                                              |
| 1  | 5. september 2020          | Mogens Lykketoft Jesper Ole Feit Andersen Sarah Boberg Lars Mikkelsen Maria Rich Saseline Sørensen                 | Sverre Quist, TV2                                                                                            |
| 2  | 12. september 2020         | Peter Laursen | "Christina fra Årgang 0 har fået nok: Nu skifter jeg tandlæge!", Marianne Singer, Billed-Bladet              |
| 3  | 19. september 2020         | Hadi Ka-koush Peter Zandersen Josephine Park Kirsten Lehfeldt Morten Messerschmidt Sebastian Dorset Thomas Warberg | "Vidste du det? Derfor har sojaflasken to tude", Laura Høiris, Ekstra Bladet                                 |
| 4  | 26. september 2020         | Rosa Lund og Rasmus Horn Langhoff                                                                                  | B.T.s Netavis                                                                                                |
| 5  | 3. oktober 2020            | Bjørn Lomborg | "Mand døde af at spise halvanden pose lakrids om dagen", Nicolai Haugaard Lund, B.T.                         |
| 6  | 10. oktober                | Jesper Ole Feit Andersen Sarah Boberg Lars Mikkelsen Lars Bom Charlotte Fich                                       | "Løkke som slangetæmmer: Hvem bar den bedst?", Christoffer Paulsen, Ekstra Bladet                            |
| 7  | 17. oktober                | Vovan og Lexus (russiske komikere) Erik Frøkjær (lektor KU)                                                        | "IKEA med stor ændring - har fundet alternativ til kødboller, Silla Bakalus, B.T.                            |
| 8  | 24. oktober                | Ditte Hansen Bjarne Corydon Jacob Lohmann                                                                          | Tyrkiet snyder med coronatal: Det går ud over både danskere og tyrkere, Helle Kastholm Hansen, Ekstra Bladet |
| 9  | 31. oktober                | Hadi Ka-koush Troels Thorsen Josephine Park                                                                        | Får 'hytteost' ud af brysterne: - Det var halv pris. Laura A. Hellensberg, Ekstra Bladet                     |
| 10 | 7. november                | Lars Ranthe | Joachim B. Olsen om amerikansk valg: Ikke særligt spændende, Joachim B. Olsen, Ekstra Bladet                 |
| 11 | 30. december Nytårsspecial | Alex Vanopslagh Mads Steffensen Camilla Stampe Christian Degn Flemming Møldrup Timm Vladimir Markus Grigo          | Sådan skal du IKKE fjerne hård hud, Sanne Rosbøg, Ekstra Bladet                                              |

### Sæson 6
I løbet af sjette sæson gik Jonatan Spang på barsel, og værtsrollen gik på skift mellem forskellige danske komikere.
| Nr | Sendt første gang | Vært          | Øvrige medvirkende | Cavlingmodtager |
| 1  | 13. februar 2021  | Jonatan Spang | Anette Støvlebæk, Lars Hjortshøj, Petrine Agger, Thomas Warberg, Thomas Senderovitz                                      | René bruger stadig ble når han pudser vinduer, Bodil Pinholt, Sjællandske Medier                                                                   |
| 2  | 20. februar 2021  | Jonatan Spang | Hadi Ka-Koush, Josephine Park, Troels Thorsen, Mette Søndergaard Nielsen, Christopher Lillmann, Jesper Ole Feit Andersen | Gåture hitter, men det kan være en livsfarlig hobby, Sofie Borbiconi, DR                                                                           |
| 3  | 27. februar 2021  | Jonatan Spang | | Mediekommentar: Jeg føler afsky, når jeg ser Mette Fredsiksens hoved brugt som handskedukke i Jonatan Spangs satire, Kristian Lindberg, Berlingske |
| 4  | 6. Marts 2021     | Jonatan Spang | Christopher Lillman, Rasmus Paludan, Rune Klan                                                                           | Har du undret dig? Derfor følger Inger Støjberg disse hunde-profiler på Instagram, Kristian Dam Nygaard, B.T.                                      |
| 5  | 13. Marts 2021    | Jonatan Spang | Rikke Andreassen, Anne Louise Hassing, Lise Baastrup                                                                     | Kvindernes Kampdag 2021: Ærlige Side 9-piger, Julie F. Storm, Ekstra Bladet                                                                        |
| 6  | 20. Marts 2021    | Jonatan Spang | Anders Riemann (grundlægger af Nordic Harvest)                                                                           | Mysterium opklaret: Derfor underskriver Dronningen sig 'Margrethe R', Amanda Mortensen, B.T.                                                       |
| 7  | 27. Marts 2021    | Jonatan Spang | Mai Villadsen, Peter Zandersen, Lars Hjortshøj, Ditte Hansen                                                             | Omvendt ærescavling til Ekstra Bladets kommentarspor Nationen, der bliver lukket.                                                                  |
| 8  | 10. April         | Hadi Ka-Koush | Johnson, Marie Hammer Boda, Josephine Park, Aaja Chemnitz Larsen                                                         | Aprilsnar i danske medier |
| 9  | 17. April         | Simon Kvamm   | Kasper Nielsen, Brian Lykke, Kim Milton, Trine Hesselund Hopp Møller (direktør for FC Nordsjælland), Mads Døhr Thychosen | "Verdens største kanin stjålet", Henrik Søe, Avisen.dk                                                                                             |
| 10 | 24.April          | Ditte Hansen  | Haris bin Suhail Mahmood, Annika Aakjær, Louise Mieritz, Lene Maria Christensen, Kenneth Sarup, Rosa Lund                | "Din måde at sige 'avocado' afslører, hvilken social status du har", Marianne Rathje, Politiken                                                    |

### Sæson 7
| Nr | Sendt første gang  | Øvrige medvirkende | Cavlingmodtager |
| 1  | 25. september 2021 | Charlotte Fich, Sophie Hæstorp Andersen, Bubber | Bubber beskyldes for at køre folk ned på stribe, Laura Rode Nygaard, B.T.                                                   |
| 2  | 2. oktober 2021    | Lars Boje Mathiesen | 6 tjektegn til økospaghetti: »Der er ikke noget, der er dårligt. Det er jo spaghetti«, Mikkel Bækgaard, Politiken           |
| 3  | 9. oktober 2021    | Karsten Capion (ansat i Concito), Troels Lyby, Kathrine Olldag                                                                                         | Du kan alt af Christina Jungersen, Henriette Bacher Lind, Jyllandsposten                                                    |
| 4  | 16. oktober 2021   | Dan Jørgensen | Pommes-frites brøler: Ulla er rasende, Thomas Harder, Ekstra Bladet                                                         |
| 5  | 23. oktober 2021   | Nina Palesa Bonde (Formand for dommerfuldmægtigforeningen), Anne Louise Hassing                                                                        | Ordbog fik leveret kager fyldt med stavefejl: 'Supernørderne kunne næsten ikke spise den', Liv Østerstrand Rasmussen, B.T.  |
| 6  | 30. oktober 2021   | Ditte Hansen, Jørn Pedersen | Så nemt får du hans krop, Søren Schmidt og Anders Larsen, Ekstra Bladet                                                     |
| 7  | 6. november 2021   | Bo Yde Sørensen (formand for Fængselsforbundet) | 'Gabush', 'habez' og 'young g': Forstå sproget i det kriminelle miljø, Saad Ahmad, Ekstra Bladet                            |
| 8  | 13. november 2021  | Lars Mikkelsen, Jesper Ole Feit Andersen, Mahamad Habane, Henrik Jyrk (michelin-kok)                                                                   | Ekstra Bladet "Stopper Mette: - Det skal du ikke svare på" og B.T. "Hørte du det? Hviskende Hækkerup: 'Du skal ikke svare'" |
| 9  | 20. november 2021  | Liva Forsberg, Kasper Sand Kjær | "Danmark invaderes: 'Slår 30 ihjel om dagen'", Daniel Martinsen, B.T.                                                       |
| 10 | 27. november       | Jens Lundgren (professor i infektionssygdomme, Rigshospitalet), Michael Bang Petersen (professor i statskundskab, Aarhus Universitet), Camilla Boraghi | Kvinde bed Aldi-medarbejder i armen, Stine Eskildsen, Ekstra Bladet                                                         |

### Sæson 8
I ottende sæson havde Camilla Boraghi rollen som fast udsendt rapporter.
| Nr | Sendt første gang | Øvrige medvirkende | Cavlingprismodtager |
| -- | ----------------- | --- | --- |
| 1  | 5. marts 2022     | Morten Messerschmidt, Christopher Læssø, Iben Dorner, Peter Zandersen                                                                      | "»Det var superubehageligt«: Partileder råber Sieg Heil på bar", Sandra Brovall og Kristian Corfixen, Politiken                                                 |
| 2  | 12. marts 2022    | Hadi Ka-Koush, Troels Thorsen, Brian Vad Mathiassen (Professor i energiplanlægning)                                                        | "Husker du MGP-stjernen Emma Pi? Nu er hun tilbage i overraskende comeback", Christian Ellegaard, DR                                                            |
| 3  | 19. marts 2022    | Kimmie Liv Sinnova, Liva Forsberg, Mette Horn, Ruben Ingemann Jensen, Rasmus Botoft, Kasper Sand Kjær (Medieordfører )                     | "Kenneth vil skifte navn, men hvad skal han hedde?", Simone Kyed Jeppesen, Line Lei Mohrsen Jensen, B.T.                                                        |
| 4  | 26. marts 2022    | Lars Hjortshøj, Aske Bang, Bjørn Brandenborg                                                                                               | "Dennis fra 'I hus til halsen' indrømmer: Det er bedre uden", Marie Milling, B.T.                                                                               |
| 5  | 2. april 2022     | Nicolas Bro, Henrik Eiberg, Henrik Oryé (suspenderet politikommisær)                                                                       | "Bande gik amok: Morgenmaden flød ud af sønderskåret offer", Liv Østerstrand Rasmussen, B.T.                                                                    |
| 6  | 9. april 2022     | Claus Mathiesen (lektor på Forsvarsakademiet og tidligere forsvarsattaché i Ukraine), Christopher Lillman                                  | "Nyt nummer til akut sundhedshjælp på vej", Martin Olsen, Sjællandske Medier                                                                                    |
| 7  | 23. april 2022    | Ari Alexander, Mette Charlotte Einarsson, Christian Rabjerg Madsen                                                                         | "Naglerne var det mindste af det hele", Kristian Ditlev Jensen, Weekendavisen                                                                                   |
| 8  | 30. april 2022    | Thomas Warberg, Jens Joel, Morten Messerschmidt, Carl-Johan Dalgaard                                                                       | "I aften vender hitserie tilbage: Robot har sammenlignet kønsroller i 'Badehotellet' med 'Matador'. Resultatet er overraskende", Anne Bech-Danielsen, Politiken |
| 9  | 7. maj 2022       | Rasmus Botoft, Christian Rabjerg Madsen, Ditte Gråbøl, Adam Ild Rohweder, Amalie Gissel Sparrebro, Frank Olsen                             | "De skidende gæs er væk elektronisk fissemand skræmmer fuglene ud af damparken", Lars Grabau, JydskeVestkysten                                                  |
| 10 | 14. maj 2022      | Anders Hove, Benjamin Schenkel, August Mathias Sindlev Sonne                                                                               | "Hvad sker der på skibet? 'Det var da en frisk parkering'", Clara Edgar Jakobsen, B.T.                                                                          |
| 11 | 21. maj 2022      | Claus Hjort Fredriksen, Alex Vanopslagh, Benny Engelbrecht, Peder Hvelplund                                                                | "Aquas hit 'Barbie girl' kommer ikke til at indgå i den nye film om netop Barbie", Nanna Bay Madsen, Ekstra Bladet                                              |
| 12 | 28. maj 2022      | Dan Jørgensen, Lone Simonsen (Professor i pandemiologi, RUC), Ane Cortzen, Sofie Jo Kaufmanas (Spiller Katrine Dirckinck-holmfeld), Bubber | "Jette føler sig til grin i smørkrigen: 'Selvom det er et godt tilbud, så slutter det altså her'", Simone Kyed Jeppesen, B.T.                                   |
| 13 | 4. juni 2022      | Sikandar Siddique, Ari Alexander, Christiane Gjellerup Koch                                                                                | "Alexandra har ikke modtaget valgkort: 'Det skal ikke blive et projekt at stemme'", Pernille Magaard Bøgh, B.T.                                                 |
| 14 | 11. juni 2022     | Rasmus Stoklund, Camilla Boraghi | "Blondine sked i forhave: - Simpelthen for klamt", Josephine Fontenay, Ekstra Bladet                                                                            |

### Sæson 9
| Nr | Sendt første gang  | Øvrigt medvirkende | Cavlingprismodtager |
| -- | ------------------ | --- | --- |
| 1  | 27. august 2022    | Niels Krause-Kjær, Julie Agnethe Vang | Hendes kavalergang har før skabt ballade. Nu danser finsk statsminister på lækket video og tænder ny debat, Signe Westermann Kuhn, Berlingske |
| 2  | 3. september 2022  | Ditte Hansen, Mette Prag | Rasmus Prehn betaler igen penge tilbage: Lod skatteyderne betale for superlim til sine knækkede briller, Mathias Helmuth og Lasse Sandborg, Frihedsbrevet |
| 3  | 10. september 2022 | Troels Ranis, Kimmie Liv Sennova | Se luftfoto: Dansk Teater er bygget som Star Wars-rumskib, Camilla Carlson, TV2 |
| 4  | 17. september 2022 | Peter Hummelgaard | Er det en puma eller blot en stor hund? Ekspert er ikke i tvivl, Albert Søgaard Thomsen, Berlingske |
| 5  | 24. september 2022 | Klaus Kjær, Mette Sode Hansen, Jens Vornøe, Bob Richard Nielsen, René Christensen, John Vind, Franciska Rosenkilde | Stigende priser rammer landets store overarme: Vægtløfterklub må fylde skabet med 200 liter kakao, når der er tilbud, Jakob Slyngborg Trolle, DR |
| 6  | 1. oktober 2022    | Peter Viggo Jakobsen, Troels Lyby, Kimmie Liv Sennova | Derfor er der ingen barm i 'Bagedysten', Rune Melchior Sjørvad, Ekstra Bladet |
| 7  | 7. oktober 2022    | Zenia Stampe, Samira Nawa, Pernille Vermund, Rasmus Jarlov, Rasmus Horn Langhoff, Pia Kjærsgaard, Pernille Rosenkrantz-Theil, Peter Skaarup, Bertel Haarder, Peder Hvelplund, Ask Rostrup, Sikandar Siddique, Søren Pape, Pia Olsen Dyhr, Jakob Engel-Schmidt, Lars Løkke Rasmussen | Slut med at sige far og mor i Københavns Kommune, TV2 (Artiklen er senere blevet rettet. Linket fører derfor til den rettede version) |
| 8  | 12. oktober 2022   | Rasmus Jarlov, Rasmus Stoklund, Bjarne Hastrup | Ny Zero: Snyder ikke Støjberg, Nicklas Krarup, Ekstra Bladet |
| 9  | 14 oktober 2022    | Steffen Hjaltelin, Kirsten Lehfeldt, Arian Kashef, Kristian Halken, Ida Auken | Hvem ligner det? Dansk Folkeparti fik uheldig kagemand til fødselsdag, Mathias Tuxen, B.T. |
| 10 | 26 oktober 2022    | Samira Nawa, Kasper Sand Kjær, Lars Hjortshøj, Mette Søndergaard, Peter Zandersen, Agnes Kaas Stokholm, Dagmar Celinder Norrbom, Holger Kaas Frimand | Sprogforsker undrer sig: Helt almindelige danske ord skifter pludselig køn, Marianne Rathje, Politiken |
| 11 | 28 oktober 2022    | Niels Peder Ravn, Morten Messerschmidt, Ole Birk Olesen Morten Wichmann (Afløser for Camilla Boraghi), Caroline Bessermann og Selma Montgomery (Den grønne ungdomsbevægelse) | Ny ferieafsløring: Pape i coronabrøler, Peter Jeppesen, Christina Ehrenskjöld, Per Mathiessen, Ekstra Bladet |
| 12 | 5 november 2022    | Christian Rabjerg Madsen, Henrik Qvortrup, Aske Bang, Ditte Hansen | "Veganer i tårer på Burger King", Kevin Doherty, Ekstra Bladet |
| 13 | 12 november 2022   | Jan E. Jørgensen,Albert Rosin Harson, Hadi Ka-Koush, Nicklas Søderberg Lundstrøm | "Derfor får du fnuller i navlen", Camilla-Maria Behrendt, Ekstra Bladet |
| 14 | 19 november 2022   | Jacob Krogsgaard (CEO, Everfuel) | Den er gal igen: På trods af »historisk mange Tinka-nissehuer« skal du til at skynde dig, Anne Baungaard, Berlingske Tidende |
| 15 | 26 november 2022   | Jacob Kaarsbo (udenrigs- og sikkerhedspolitisk kommentator) | Fødevarestyrelsen advarer mod trick fra ’Den store bagedyst’, Politiken Fødevarestyrelsen advarer mod trick brugt i "Den store bagedyst", Jyllands-Posten Fødevarestyrelsen advarer mod trick brugt i 'Den store bagedyst', TV 2 Fødevarestyrelsen advarer mod trick fra 'Den store bagedyst', BT Fødevarestyrelsen advarer mod trick brugt i Den store bagedyst. DR Fødevarestyrelsen advarer mod trick brugt i Den store bagedyst, Berlingske Advarer mod trick fra Den store bagedyst: Kan være kemiske stoffer i, Billed Bladet Fødevarestyrelsen advarer mod bagedyst-trick Arkiveret 7. juli 2023 hos Wayback Machine, Fredericia Dagblad |
| 16 | 3 december 2022    | Mai Villadsen, Christina Tranholm, Kimmie Liv Sennova, Liva Forsberg | Frygt: Sker det også med Snøfler?, Thomas Harder, Ekstra Bladet |
| 17 | 10 december 2022   | Jytte Lindgård (formand for foreningen af Udlændingeretsadvokater), Sofie Jo Kaufmanas | Derfor er der så langt ned til 1. december på dit kalenderlys, Kenneth Elkjær, TV 2. |
| 18 | 30 december 2022   | Jan Linnebjerg, Jan E. Jørgensen, Pia Kjærsgaard, Magnus Heunicke, Mai Villadsen, Claus Hjort Frederiksen, Rasmus Tantholdt, Mads Bo Iversen, Martin Johannes Larsen, Christian Rabjerg Madsen, Hadi Ka-koush, Anders Breinholt, Bjarne Corydon                                     | "Der er ingen stive brystvorter at hente over denne talkshowvært", Politiken |

### Sæson 10
Sidste sæson med Camilla Boraghi som rapporter.
| Nr. | Sendt første gang | Øvrigt medvirkende | Cavlingprismodtager |
| --- | ----------------- | --- | --- |
| 1   | 21 januar 2023    | Bjarne Corydon | Søren Ryge: Min rasende redaktør havde jo ret, og jeg har aldrig leget med mit hår siden, Politiken                                    |
| 2   | 28 januar 2023    | Morten Messerschmidt, Bodil Jørgensen, Mette Søndergaard Nielsen | Fortrød smøger: Wolt kom alligevel, Thomas Harder, Ekstra Bladet                                                                       |
| 3   | 4. februar 2023   | Simon Kollerup, Anne Valentina Berthelsen, Nick Hækkerup | Her er tallene bag Mikkel Hansens pandebånd, Emil Halkier, DR                                                                          |
| 4   | 11. februar 2023  | Liselotte Nielsen, Pelle Dragsted, Peter Jaques Jensen, Vibeke Bredsdorf Sørensen, Caspar Phillipson, Aske Bang                                                                                                  | 5 hjerter: Nogle gange må man bare guffe løs af Yassir Arafats fedtede dadler, Steen Andersen, Politiken                               |
| 5   | 15. februar 2023  | Peter Ernstved Rasmussen | Ved du noget? Stor bunke brød efterladt på p-plads, Sofus Sten Hansen, TV2 Østjylland                                                  |
| 6   | 4. marts 2023     | Anders Primdahl Vistisen, Clement Kjersgaard, Oliver Lind Nordestgaard | Beboer i Lighthouse er bekymret: Kan min kat overleve at falde ud fra Danmarks højeste bygning?, Christian Olesen, Århus Stiftstidende |
| 7   | 11. marts 2023    | Peter Zandersen, Nicklas Søderberg Lundstrøm, Kristian Jensen | Chefredaktør: Så sluk dog for den ulidelige sexistiske lortemusik, Amalie Kestler, Politiken                                           |
| 8   | 18. marts 2023    | Ibi-Pippi Orup Hedegaard | Voldsom forskel på stang: Kun halvt så lang og Stor stang afsløret af lille detalje Peter Roelsgaard, Ekstra Bladet                    |
| 9   | 1. april 2023     | Camilla Boraghi var gæstevært Mike Villa Fonseca, Jeppe Søe, Jakob Engel-Schmidt, Allan Madsen, Flemming Biirsdahl, Elisa Thomsen, Bergur Løkke Rasmussen, Henning Nielsen (forvekslet med Lars Løkke Rasmussen) | Mystisk kødklump hevet op af kloak: Ligner et par kæmpe klunker, Anders Malling Beck, BT                                               |
| 10  | 15. april 2023    | Arne Juhl (der har lagt navn til Arne-pensionen), Jens Anton Bjørnager, Eva Smith, Ahmed Samsam (lydoptagelse)                                                                                                   | Skolebørn bliver jagtet af aggressive måger – nu skal de skydes, Clara Al-Nasri, TV 2                                                  |
| 11  | 22. april 2023    | Ole Birk Olesen, Katrine Daugaard, Steffen Larsen, John Larsen (Steffens tvillingebror), Alex Vanopslagh, Thomas Levin, Jonathan Bergholdt Jørgensen                                                             | Test af karklude: Den dyreste er bedst, Mona Samir Sørensen, Politiken                                                                 |
| 12  | 29. april 2023    | Simon Kollerup, Peter Zandersen, Thit Aaberg | Dansk tv-kendis i særlig tattoohyldest: Kan du se, hvem det forestiller?, Kasper D. Kopping, Ekstra Bladet                             |
| 13  | 6. maj 2023       | Pernille Skipper | Tarteletten har sin egen festival – og det er der en god grund til, Charlotte Sølvsten, TV Syd                                         |
| 14  | 13. maj 2023      | Thomas Warberg, Christian Rabjerg Madsen, Mette Horn, Kristian Halken | Busters verden er blevet lidt større, Christian Valsted, Sjællandske Nyheder                                                           |
| 15  | 20. maj 2023      | Jeppe Bruus, Kenneth Sarup | Her kan du smage den, Peter Roelsgaard, Ekstra Bladet                                                                                  |

### Sæson 11
Sarah Sabir medvirkede som rapporter, og erstattede dermed Boraghi. I afsnit 13 og 14 var det dog Spang selv, der interviewede politikerne.
| Nr. | Sendt første gang  | Øvrigt medvirkende | Cavlingprismodtager |
| --- | ------------------ | --- | --- |
| 1   | 26. august 2023    | Inger Støjberg, Peter Skaarup, Peter Zandersen | Trods forbud: Tændte bål alligevel, Amal Guerdali, TV 2 Nord |
| 2   | 2. september 2023  | Nina Palesa Bonde, Ari Alexander, Pelle Dragsted, Rosa Lund, Peder Hvelplund, Søren Søndergaard | Raser mod ny IKEA: Hvad med os?, Thomas Harder, Ekstra Bladet |
| 3   | 9. september 2023  | Alex Vanopslagh, Sólbjørg Jakobsen, Ole Birk Olesen | Turist i chok over regning: Ufatteligt!, David Attardo, Ekstra Bladet |
| 4   | 16. september 2023 | Ane Halsboe-Jørgensen, Inger Støjberg | Jesper Lindstrøm har kun haft fødselsdag 5 gange, Ole Hoffgaard, Tipsbladet |
| 5   | 23. september 2023 | Theresa Scavenius | Matador Mix opdaterer: Farvel, Thomas Harder, Ekstra Bladet |
| 6   | 30. september 2023 | Thomas Warberg, Jan Ramussen (fisker og tidl. formand for Rent Havmiljø Nu) | Mærkeligt fund: Duer i pizzabakker, Lasse Emil Stiigvad, Ekstra Bladet |
| 7   | 7. oktober 2023    | Ole Birk Olesen, Pernille Vermund, Pia Olsen Dyhr, Jeppe Bruus, Jan E. Jørgensen, Jakob Engel-Schmidt, Søren Pape Poulsen, Peter Hummelgaard, Jakob Ellemann-Jensen, Morten Messerschmidt, Martin Lidegaard | Beruset mand forulykkede i pornofyldt kabinescooter og stak af fra politiet med en halv flaske rom: - Jeg gad ikke høre på det vrøvl, Ida Bøgild, Fyens Stiftstidende                                                                                                   |
| 8   | 14. oktober 2023   | Niels Hauge Mikkelsen (næstformand for Bæredygtigt Landbrug), Mia Lyhne, Aske Bang | Raser: Det er jo ikke en gulplade-bil, Thomas Harder, Ekstra Bladet |
| 9   | 28. oktober 2023   | Steffen Hjaltelin, Esben Pretzmann | Et spøjst syn: Er det mon Twin Towers på Sydhavnen?, Morten Svith, Aarhus Stiftstidende |
| 10  | 4. november 2023   | Christian Rabjerg Madsen | Vild regel: Måtte prøve én sko i butik, Thomas Harder, Ekstra Bladet |
| 11  | 11. november 2023  | Torben Hollmann (centerchef for sundhed og ældre i Næstved Kommune) | Dronningen reagerer på Matthew Perrys død, Lykke Buhl, BT |
| 12  | 18. november 2023  | Jeppe Bruus, Troels Lyby | Forbrugerstorm mod nye skruelåg: - Jeg er tosset over det og irriteret, Maria Møller Oien og Mads Oxlund Petersen, TV 2 |
| 13  | 25. november 2023  | Peter Zandersen, Peter Hummelgaard, Anders Juul, Sofie Jo Kaufmanas | Farvel til glitter: Jim Lyngvilds verden styrter i grus, Caroline H. Bilstrup, Ekstra Bladet |
| 14  | 2. december 2023   | Lea Wermelin | Michael får vanvittig ide: Kommer bøf i opvaskemaskinen du gætter aldrig resultatet, Henrik Nyheder24.dk |
| 15  | 29. december 2023  | Nytårsshow Magnus Heunicke, Alex Vanopslagh, Franciska Rosenkilde, Pia Olsen Dyhr, Vovan og Lexus, Pernille Vermund, Søren Pape Poulsen, Jeppe Bruus, Infernal (Lina Rafn og Paw Lagermann), Marie Bjerre, Inger Støjberg, Pelle Dragsted Dansere: Kim Ace, Jeff Scherlund, Diluckshan Jeyaratnam, Rikke Hvidbjerg, Andrea Ulvenstaal | Årets Signalkrebs (nomineret af/Nomineret) Nina Therese Rask Sønderborg; Troels Lund Poulsen "Jon Stephensen" (Peter Zandersen): Lars Løkke Rasmussen Niels Hausgaard: Mette Frederiksen Ahmed Samsam: Peter Hummelgaard Vinder: Jer (der stemmer på de fire svindlere) |

### Sæson 12
I sæson 12 var værtsrollen delt, hvor Jonathan Spang tog de 10 første afsnit og Esben Pretzmann var vært i de sidste 4.
| Nr. | Sendt første gang | Øvrigt medvirkende                                                         | Cavlingprismodtager |
| --- | ----------------- | -------------------------------------------------------------------------- | --- |
| 1.  | 3. februar 2024   |                                                                            | |
| 2.  | 10. februar 2024  |                                                                            | |
| 3.  | 24. februar 2024  |                                                                            | Derfor skal du ALTID tage et billede af dit komfur før du tager på ferie , Nanna Aamand, Idenyt                                 |
| 4.  | 2. marts 2024     | Frederik Meldal Nørgaard (Som Magnus Heunicke/AquaMagnus)                  | Det er blevet diskuteret i årevis - men nu har eksperten talt: Her er Frederiksbergs største sten, Bo Børresen, Fredriksbergliv |
| 5.  | 9. marts 2024     | Pelle Dragsted, Anne Sofie Skovlund Nielsen, Caspar Phillipson, Lasse Dein | Læserne sendte 895 forskellige ord for at være fuld - her er de mest populære, Tobias Leth Klinge,dr.dk                         |
| 6.  | 16. marts 2024    | Niels Hauge Mikkelsen (Næstformand i Bæredygtig Landbrug). Esben Pretzmann | Har Beyoncé kopieret Morten Skildpadde?, Rune Melchior Sjørvad, Ekstra Bladet                                                   |
| 7.  | 23. marts 2024    |                                                                            | |
| 8.  | 6. april 2024     |                                                                            | |
| 9.  | 13. april 2024    |                                                                            | |
| 10. | 20. april 2024    |                                                                            | |
| 11. | 4. maj 2024       |                                                                            | Til kamp mod madspild?: Fra burger til tvebak - men én burger klarede sig bedre end andre. Henrik Ørholst, BT                   |
| 12. | 11. maj 2024      |                                                                            | |
| 13. | 18. maj 2024      |                                                                            | |
| 14. | 25. maj 2024      |                                                                            | |

### Sæson 13
| Nr. | Sendt første gang | Øvrigt medvirkende | Cavlingprismodtager                                                                |
| --- | ----------------- | ------------------ | ---------------------------------------------------------------------------------- |
| 1   | 25. januar 2025   |                    |                                                                                    |
| 2.  | 1. februar 2025   |                    | Ingen ved, hvor de kommer fra: Nordjysk by flyder med rundstykker. Emil Hansen, BT |
| 3.  | 8. februar 2025   |                    |                                                                                    |
| 4.  | 22. februar 2025  |                    |                                                                                    |
| 5.  | 1. marts 2025     |                    |                                                                                    |
| 6.  | 8. marts 2025     |                    |                                                                                    |
| 7.  | 15. marts 2025    |                    |                                                                                    |
| 8.  | 22. marts 2025    |                    |                                                                                    |
| 9.  | 29. marts 2025    |                    |                                                                                    |
| 10. | 5. april 2025     |                    |                                                                                    |
| 11. | 12. april 2025    |                    |                                                                                    |

## Modtagelse
Første sæson af programmet blev godt modtaget. Soundvenue gav det fire ud af seks stjerner og sammenlignede det med Jon Stewart og The Daily Show. Filmmagasinet Ekko gav fem ud af seks stjerner og kaldte Spang for "den danske pendant til John Oliver", der er vært på programmet Last Week Tonight.
I 2018 modtog Spang prisen som Årets Komiker ved Zulu Comedy Galla for programmet Tæt på sandheden. Det var anden gang han modtog prisen.
I 2019 vandt programmet prisen Årets originale tv-program ved Zulu Awards.
I 2022 modtog Jonatan Spang, Camilla Boraghi og Michael "MC" Christiansen Polka Verner Legatet af Smukfest, som gives til "personer, som har gjort en særlig indsats i musik- eller underholdningslivet." Ved TV Prisen 2022 modtog programmet prisen for Bedste satire/comedy, og Jonatan Spang modtog prisen Årets Vært Underholdning.

## Kontroverser

### Kontrovers med Anna Mee Allerslev
Spang og programmet mødte kritik fra mange medier, da han under et pressemøde i forbindelse med at Anna Mee Allerslev trådte tilbage fra politik i oktober 2017, hvor han spurgte, hvad hun foretrak af de to tv-serier Sex and the City og Game of Thrones. Årsagen til de aparte spørgsmål var en parodi på en tidligere kampagnevideo på Facebook, hvor Allerslev blev stillet en række lignende spørgsmål af en kampagnemedarbejder. Kulturministeren Mette Bock tog også afstand fra Spangs handling og udtalte "Det var dumme, dumme spørgsmål i en situation, hvor et menneske har den måske værste dag i sit liv."
Komikerkollegaen Lasse Rimmer forsvarede Spangs handling, ligesom en redaktør på Soundvenue bakkede ham op. Allerslev selv udtalte, at hun var fuld af beundring over Jonatan Spang [... og hans] mod." Ekstra Bladets chefredaktør Karen Bro forsvarede ligeledes Spangs spørgsmål.

### Hash for åben skærm
I anden afsnit af sæson interviewede Spang Sophie Hæstorp Andersen om legalisering af hash og røg under interviewet en joint. I første omgang blev det meldt ud fra DR, at det ikke var en rigtig joint, men efterfølgende viste det sig, at det rent faktisk var en rigtig joint.